# Simfonia, D 708A (Schubert)

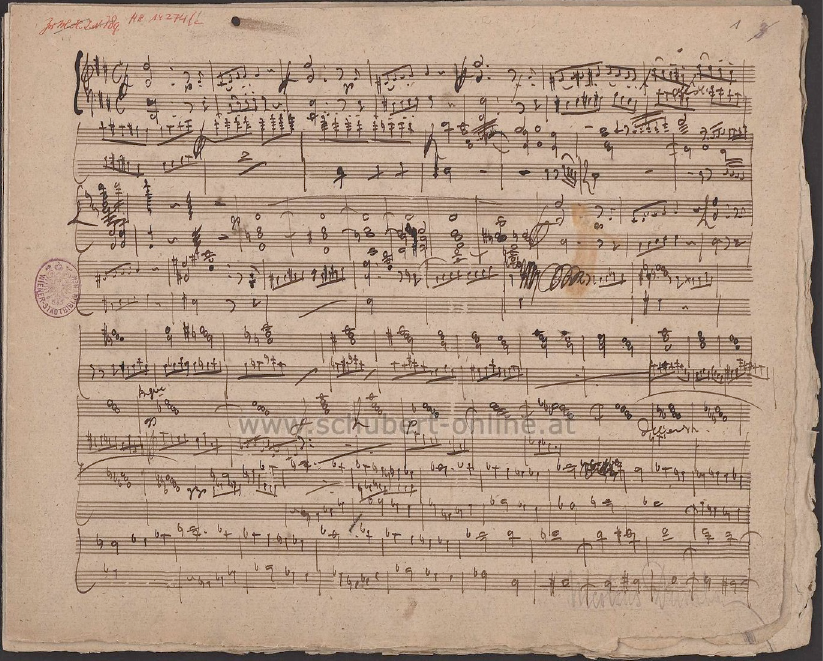
Primera pàgina del esborrany de Schubert de la seva projectada Simfonia en re major, D.708A.

La Simfonia en re major, D 708A (en algun moment, numerada com a Simfonia núm. 7 tot i que aquesta categorització és atribuïda a una altra simfonia, la D 729), és una obra inacabada que sobreviu com un incomplet esbós d'onze pàgines escrites per a piano sol. És una de les sis simfonies inacabades de Schubert. La va iniciar en els anys 1820 o 1821, amb esbossos inicials per a les seccions dels inicis del primer, segon i quarts moviments, i un esbós gairebé complet del tercer moviment. Va abandonar aquesta simfonia després d'aquesta fase inicial de feina i mai retornà a ella, tot i que Schubert viuria encara set anys més. El compositor i director britànic Brian Newbould, una expert en la música de Schubert, ha especulat que la simfonia podria haver quedat incompleta a causa de problemes de Schubert en l'orquestració.

## Les simfonies inacabades de Schubert

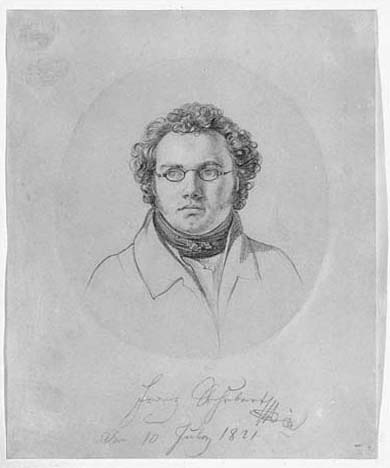
Schubert el 1821, un dibuix de Leopold Kupelwieser.

Les quatre simfonies inacabades – D. 615, D. 708A, D. 729 (la setena), i D. 759 (la vuitena)– són fites en el desenvolupament simfònic de Schubert entre les simfonies núm. 6 i la núm. 9. Les quatre simfonies presenten diferents estats de desenvolupament: 
- D. 615, té part de la música de només de dos moviments (Allegro i Finale).
- D. 708A, té part de la música de tots quatre moviments.
- D. 729 (la núm. 7) estructuralment està acabada però no va ser plenament orquestrada.
- D. 759 (la núm. 8) té els primers dos moviments complets i orquestrats i un tercer moviment en un esquema per a piano incomplet.

Pel que fa a les influències rebudes: la Quarta simfonia té com a referent la música de Beethoven i també la del moviment artístic de l'Sturm und Drang, la Cinquena simfonia la influència de Mozart, i la Sisena simfonia la de la música de Rossini. Schubert havia escoltat música de Rossini abans de compondre la seva Simfonia núm. 6 i va quedar molt impressionat i, evidentment, va incorporar l'estil de Rossini en la seva música.
Després de compondre la Simfonia núm. 6, Schubert va patir una crisi en la seva producció simfònica, i no tenia clar si seguir el camí tenint a Rossini com a referent. La influència de Beethoven persistiria en tota la seva obra simfònica, però Schubert aviat creà el seu propi estil i volia explorar territori nou. Curiosament, ell havia escrit les seves primeres sis simfonies directament en una partitura per a orquestra, sense esborranys anteriors per a piano, però en la D 615 i la D 708A només sobreviu la música per a piano. Va retornar a escriure directament per a l'orquestra en la Simfonia núm. 7 i existeixen apunts per a piano de la Simfonia núm. 8. Aquests quatre simfonies inacabades ens mostren com era Schubert que, en una carta de mitjans de la dècada de 1820 havia dit que estava preocupat, "tot planejant un camí per [escriure] una magnífica simfonia [plans que realitzaria en la Novena simfonia]"; així, cal entendre la composició dels seus quartets de corda, l'octet i aquestes simfonies inacabades com a passos intermedis dins aquest gran pla musical. D'aquesta manera, aquest elevat nombre de grans simfonies inacabades troben una justificació com a mitjà per arribar a la gran Novena simfonia.

## Moviments i temes principals
Consta de quatre moviments (Schubert/Newbould):
1. [Allegro vivace]
2. [Andante con moto], 3/8
3. [Scherzo: Allegro vivace], 3/4
4. [Presto], 2/4

### 1r moviment
1r tema

### 2n moviment
Inici
El segon moviment, lent i molt líric, està escrit en la tonalitat de la dominant, la major, però hi ha una gran quantitat de barreja modal. Després de l'exposició del primer tema en la major, una transició en la tonalitat paral·lela menor condueix a un replantejament del tema en fa major, i apareix un altre tema, en un contrapunt invertit de dues veus. L'esborrany acaba aquí.

### 3r moviment
Inici de l'Scherzo

Inici del Trio
El tercer moviment, ràpid i lleuger, és el més complet de tots els moviments d'aquest esborrany. Es tracta d'un scherzo i un trio escrit a la tonalitat de la tònica. Schubert va reutilitzar posteriorment en l'Scherzo de la Simfonia núm. 9 el motiu de la corxeres en el primer compàs.

## Material existent
Els esbossos estan escrits en dos pentagrames. El manuscrit conté cinc indicacions instrumentals que confirmen que l'orquestra pensada probablement era més similar pel que fa a les dimensions a la de la Sisena simfonia, sense trombons, que incorporaria en la Setena simfonia i totes les posteriors. Aquesta simfonia encara està clarament dins l'estil clàssic, i l'orquestra era la mateixa que apareix en les simfonies vieneses de mestres com Haydn i Mozart, i les dues primeres simfonies de Beethoven.
La durada de la interpretació de la música dels esborranys és aproximadament de 18 minuts. La revisió completa de la simfonia per part de Newbould dura uns 35 minuts.